# Phaenobezzia pistiae
Phaenobezzia pistiae är en tvåvingeart som först beskrevs av Ingram och John William Scott Macfie 1921.  Phaenobezzia pistiae ingår i släktet Phaenobezzia och familjen svidknott. Inga underarter finns listade i Catalogue of Life.